# Armen Nazarjan (1974)
Armen Nazarjan (* 9. března 1974) je bývalý sovětský, arménský a bulharský zápasník – klasik, olympijský vítěz z roku 1996 a 2000, který reprezentoval Bulharsko od roku 1997.

## Sportovní kariéra
Zápasení se věnoval od 9 let v rodném Masisu. Na řecko-římský styl se specializoval pod vedením Roberta Nersisjana. Vrcholově se sportu věnoval od 14 let v Jerevanu pod vedením Roberta Asrijana. Do arménské mužské reprezentace byl vybrán v roce 1992. V roce 1996 startoval na olympijských hrách v Atlantě jako favorit na jednu z medailí. Cestou do finále své soupeře porazil rozdílem třídy. Ve finále se utkal s domácím Američanem Brandonem Paulsonem. Od úvodu se záručí ujal vedení 2:0, další 3 body přidal kladivem a od třetí minuty takticky udržel vedení 5:1 na technické body do konce hrací doby. Získal zlatou olympijskou medaili.
V roce 1997 šel za lepšími podmínkami pro přípravu do bulharské Sofie. V roce 2000 startoval na olympijských hrách v Sydney ve váze do 58 kg. Bez zaváhání postoupil ze základní čtyřčlenné skupiny do semifinále, ve kterém porazil rozdílem třídy 10:0 na technické body Rıfata Yıldıza z Německa. Ve finále s jižním Korejcem Kim In-sopem na úvod chyboval a záhlavákem prohrával 0:3 na technické body. Ve druhé minutě však své zaváhání odčinil. Rozhodčí poslal pasivního Korejce do parteru, ze které zaútočil kladivem a následně svého soupeře dostal do pozice na lopatky. Získal druhou zlatou olympijskou medaili.
V roce 2004 startoval jako úřadující dvojnásobný mistr světa na olympijských hrách v Athénách. Do Athénách však nepřijel v podobné formě, v jaké startoval na minulých dvou olympiádách. Ze základní tříčlenné skupiny postoupil do čtvrtfinále, ve kterém porazil těsně 5:3 na technické body Japonce Makoto Sasamota. V semifinále potom utrpěl první olympijskou porážku od jižního Korejce Čong Či-hjona v poměru 1:3 na technické body. V souboji o třetí místo s Rusem Alexejem Ševcovem prohrál první poločas 0:1 na technické body. V úvodu druhé minuty druhého poločasu poslal rozhodčí pasivního Rusa do partneru. Na kladivo, ze kterého se mu Ševcov vysmekl navázal suplexem, po kterém ho Rus kontroval. Po této nepřehledné situaci se verdiktem sudích ujal vedení 4:3 na technické body, které udržel do konce hrací doby. Získal bronzovou olympijskou medaili.
Od roku 2005 se připravoval na vybrané turnaje. V roce 2008 startoval na svých čtvrtých olympijských hrách v Pekingu. Po náročném losu postoupil do čtvrtfinále, ve kterém prohrál 1:2 na sety s později diskvalifikovaným Ázerbájdžáncem Vitali Rahimovem. Vzápětí ukončil sportovní kariéru. Žije v Bulharsku a věnuje se trenérské práci.

## Výsledky
| Turnaj             | Arménie | Arménie | Arménie | Arménie | Arménie | Bulharsko | Bulharsko | Bulharsko | Bulharsko | Bulharsko | Bulharsko | Bulharsko | Bulharsko | Bulharsko | Bulharsko | Bulharsko | Bulharsko |
| Turnaj             | 1992    | 1993    | 1994    | 1995    | 1996    | 1997      | 1998      | 1999      | 2000      | 2001      | 2002      | 2003      | 2004      | 2005      | 2006      | 2007      | 2008      |
| Turnaj             | 18      | 19      | 20      | 21      | 22      | 23        | 24        | 25        | 26        | 27        | 28        | 29        | 30        | 31        | 32        | 33        | 34        |
| Turnaj             | -52     | -52     | -52     | -52     | -52     | -58       | -58       | -58       | -58       | -58       | -60       | -60       | -60       | -60       | -60       | -60       | -60       |
| ------------------ | ------- | ------- | ------- | ------- | ------- | --------- | --------- | --------- | --------- | --------- | --------- | --------- | --------- | --------- | --------- | --------- | --------- |
| Olympijské hry     | —       |         |         |         | 1.      |           |           |           | 1.        |           |           |           | 3.        |           |           |           | úč.       |
| Mistrovství světa  |         | 2.      | úč.     | 2.      |         | 3.        | 3.        | 3.        |           | 4.        | 1.        | 1.        |           | 1.        | úč.       | —         |           |
| Mistrovství Evropy | —       | úč.     | 1.      | 1.      | 2.      | —         | 1.        | 1.        | 2.        | —         | 1.        | 1.        | —         | —         | —         | —         | 2.        |
| MS nadějí          |         | 1.      |         |         |         |           |           |           |           |           |           |           |           |           |           |           |           |
| ME nadějí          | 3.      |         | 1.      |         |         |           |           |           |           |           |           |           |           |           |           |           |           |